# Enneapterygius ziegleri
Enneapterygius ziegleri är en fiskart som beskrevs av Fricke, 1994. Enneapterygius ziegleri ingår i släktet Enneapterygius och familjen Tripterygiidae. Inga underarter finns listade i Catalogue of Life.